# 魔幻羅盤
是一部2007年的奇幻冒險電影，改編自英國作者菲力普·普曼的小說系列《黑暗元素三部曲》的第一本作品《北極光》（Northern Lights，美國出版商改名為《黃金羅盤》），由克里斯·魏茲執導和編劇。丹尼爾·克雷格、妮可·基曼、伊娃·格蓮及迪歌達·布魯·李察斯主演。由新線影業於2007年12月5日發行。拍攝計畫早在2002年2月份時就已提出，預定搭上當時史詩改編的風潮，但劇本的難題與導演的遴選卻導致了重大延誤。它是新線影業斥資最多的拍攝計劃之一，高達美金1億8千萬，而且它在美國的失望成績成為新線在2008年2月重組的重大因素。
在第80屆奧斯卡金像獎中，此片贏得了最佳視覺效果獎。然而評價並不好，爛番茄新鮮度僅42%，觀眾評分51%，該網站的關鍵共識為：「沒有原著的感染力或爭議，《黃金羅盤》被簡化為令人印象深刻的視覺效果，過度補償了鬆散的故事敘述。」，IMDb分數則有6.1/10分，無奈因票房慘淡而導致系列電影止步於首集。
時隔12年後本系列小說得到以影集形式重啟的機會，被改編成同名影集《黑暗元素》。本劇整體水準傑出，忠於原著，得到觀眾和影評人極高評價，一舉洗掉過往對於電影版本的差勁印象，同時彌補了電影計畫無疾而終的遺憾。

## 內容
萊拉所居住的平行宇宙世界，是一個跟我們真實世界平行且非常相似的時空，那裡人類的靈魂以動物靈獸的形態出現。一個名為「拐子黨」的神秘組織大規模拐孩子，把他們送到北方實驗工場作為實驗品。萊拉的好友羅傑也失蹤了！她決定追尋到北極把好友拯救回來。另一方面萊拉的叔叔艾塞列公爵亦前往北極找尋神奇物質「塵粒」，傳說這些「塵粒」能賦予人類統一宇宙的無比力量。憑著萊拉的好奇心和求知慾，以及考爾特夫人的鼓勵，及一個「真理羅盤」，一場想像馳騁、緊張刺激的奇幻旅程從此展開……

## 演员
| 演员                            | 角色 |
| 迪歌達·布魯·李察斯              | 萊拉·貝拉克（Lyra Belacqua）                                                                               |
| 妮可·基嫚                       | 考爾特夫人（Marisa Coulter）                                                                               |
| 丹尼爾·克雷格                   | 艾塞列公爵（ Lord Asriel）                                                                                 |
| 伊恩·麥克連 【配音】            | 歐瑞克·拜尼森（Iorek Byrnison） - ＊官網顯示為儂索·阿諾斯配音                                              |
| 伊恩·麥克夏恩                   | 瑞格納·斯德路森（Ragnar Sturlusson）                                                                       |
| 山姆·艾略特                     | 李·史科比（Lee Scoresby）                                                                                  |
| 伊娃·格蓮                       | 席拉芬娜·帕可拉（Serafina Pekkala），女巫王                                                                |
| 弗雷迪·海默 【配音】            | 潘拉蒙（Pantalaimon） - ＊官網顯示為亞當·戈德利配音                                                        |
| 班·沃克                         | 羅傑·帕斯洛（Roger Parslow）                                                                               |
| 克萊兒·希金斯                   | 可斯塔媽媽（Ma Costa）                                                                                     |
| 吉姆·卡特                       | 約翰·法（John Faa），吉普賽人的法王                                                                        |
| 湯姆·寇特內                     | 法德·克朗（Farder Coram），吉普賽人的副指揮，約翰·法的顧問                                                 |
| 凱西·貝茲 【配音】              | 海斯特（Hester），李·史柯比的守護精靈                                                                      |
| 克莉斯汀·史考特·湯瑪斯 【配音】 | 史特拉（Stelmaria），艾塞列公爵的守護精靈                                                                  |
| 傑克·薛佛                       | 約旦學院院長                                                                                               |
| 賽門·麥伯奈                     | 帕佛修士（Fra Pavel）                                                                                      |
| 瑪格達·祖班斯基                 | 管家羅斯黛夫人（Mrs. Lonsdale）                                                                            |
| 克里斯多福·李                   | 教誨權威的第一高議員（the Magisterium's First High Councilor） - 此角是由新線影業欽點，而非導演克里斯·韋茲 |
| 德瑞克·亞各比                   | 教誨密使（Magisterial Emissary）                                                                           |
| 查理·羅威                       | 比利·可斯塔（Billy Costa）                                                                                 |

## 電視劇重啟
2015年11月，英國廣播公司（BBC）宣布將小說系列改編成電視劇《黑暗元素三部曲》，由Bad Wolf和新線影業公司製作，並由湯·賀柏執導。該電視劇安排於2019年11月3日在美國HBO上首播，IMDb分數達7.9/10，爛番茄新鮮度為80%。第二季則於2020年11月8日首播，口碑超越第一季，爛番茄新鮮度為85%。第三季為該電視劇的最終季，於2021年開拍。